# Радев, Марианна
Марианна Радев (хорв. Marijana Radev; 21 ноября 1913, Констанца — 17 сентября 1973, Загреб) — хорватская оперная певица (контральто).

## Биография
Родилась в портовом городе Констанца в 1913 году в семье выходца из Болгарии — Владимира Радев и хорватки из Бакара — Марии Мартинич. В 1919 году из-за политической обстановки в Румынии семья вынуждена была переехать в Загреб. В музыкальной академии Загреба Марианна изучала фортепиано, а также вокал у профессора Марии Костренчич. Не дожидаясь окончания учёбы в Загребе она решила продолжить обучение в Триесте, где за четыре года ей удалось завершить. Позже она проходила дальнейшее обучение вокалу в Милане и Триесте, среди других, у Риккардо Страччиари. Свою певческую карьеру она начала в апреле 1937 года в Театре Верди в Триесте, где исполнила партию Марины в опере «Борис Годунов». С 1938 года она пела в Королевском театре в Риме. В 1940-е года из-за войны вернулась в Хорватию, устроилась в национальный хорватский театр, пела в опере Загреба. Была востребованной звездой на международных фестивалях. Считалась одной из величайших певиц (контральто) периода после Второй Мировой войны. Свою популярность она обрела в Италии и особенно в Германии, в Берлине. С 1959 по 1961 года была солисткой Баварской государственной оперы. В 1961 году, исполнив партию Графини в «Пиковой даме», она покорила публику миланского театра «Ла Скала» и приобрела международную известность.
Последние годы певица оставалась в Хорватии, где время от времени давала концерты. Умерла в 1973 году в возрасте 59 лет во время подготовки к Вараждинским барочным вечерам.

## Деятельность
Марианна Радев за свою карьеру сыграла более пятидесяти оперных ролей, побывала в разных ролях на оперных сценах Ковент-Гардена и миланского театра Ла Скала, Венской национальной оперы, парижской Опера-Комик, на все оперные театры и концертные площадки в Риме, Флоренции, Парме, Каире, Иерусалиме, Тель-Авиве, Дублине, Стокгольме, Хельсинки, Берлине, Штутгарте, Мюнхене, Цюрихе и многих других. В одной лишь Опере Хорватского национального театра в Загребе реализовала почти шестьсот выступлений, сыграв в них более сорока ролей. Говорила на болгарском и хорватском, итальянском, французском и немецком языках, пела на шести языках.

## Награды
- Премия Владимира Назора[4].